# 社宅
社宅（しゃたく）とは、従業員の福利厚生の一環として、会社が用意した住宅のことである。

## 社宅制度
日本企業の社宅制度
用途地域における第一種中高層住居専用地域、第二種中高層住居専用地域、第一種住居地域、第二種住居地域、準住居地域などの社有地に設置したり、賃貸マンションやアパートを借り上げて借り上げ社宅とする場合もある。
一般的に、借り上げ社宅は、被雇用者の税負担が軽減されるため、実質的な可処分所得が増える有効な福利厚生として整備されるケースが多い  。
地方自治体や国家機関の職員に対するものは、会社ではないので公務員住宅・官舎（法律用語としては「宿舎」）などと呼ぶが、公営企業では寮と称する場合もある。
米国企業の社宅制度
米国企業では福利厚生に社宅制度を設けることはあまり一般的ではない。従業員がどこに居住するかは個人のプライバシーにかかわる問題であり会社が介入すべきではないとの理由がある。

## 社宅街
社宅が住宅団地を形成する「社宅街」という観念があり、

社宅研究会編著『社宅街 : 企業が育んだ住宅地』（学芸出版社, 2009） によると、「企業が所有する福利施設により構成された地域」と定義している。（社宅街の一例 (PDF) ）
なお、欧米における社宅の分類と「社宅街」の定義で、日本語では定義されていない「社宅街」に対応する言策として、以下に示すような分類がある。

### 分類
以下に示すようなジョン・S・ガーナーによる分類があり(
Gamer.John S..The model company town: Urban design through private enter prise-19th century New England, Uni, versity of  Massachusetts Press (Amherst 1984)市原出が『リビングボーチ　アメリカ郊外住宅の夢』(住まいの図書館出版局、住まい学大系082、1997年、70＼71頁)の中で、解説を加えている。
1. ミルヴィレッジ (millvillages)  : 工場とそれに隣接する多くても数十戸の住宅からなる
2. 共産主義的工場村 (industrial communitarian settlements)  : モデル村などロバート・オウエンやシャルル・フーリエの社会主義思想の影響に建設されたコミュニティ
3. カンパニータウン (company towns) :単独の会社によって開発され、運営・所有もその会社の運営による街でランドスケープ、公共施設、工場、住宅そして維持管理の方法が総合的にデザインされている。
4. コーポレ—トタウン (corporate towns)  複数の企業によって形成された街。それぞれの企業は独立しており、令体的な規則は緩やかである。

## 変遷
『建築大辞典』では「社宅」は「給与住宅の一。主として民間企業が自社の従業貝に有償または無償で貸与する住宅。住宅の形式または構造は問わない」と定義している。『広辞苑』では、前掲の記述をより一般化した「社員を住まわせるための会社所有の住宅」とする。現在の一般的な認識では、会社が従業員の福利厚生の一環として用意した住居のことで、企業が建設した独立住宅や集合住宅の他に、賃貸アパートや賃貸マンションを借り上げて貸与するものも含んでいる。
『建築大辞典』では、「社宅」に対して日本語の意味をそのまま翻訳した"company's house for employees"の訳語を与えているが『ジーニアス英和辞典』などでは"company house"や"company housing"としており、従業員には限らない、社員全般の住宅を示している。一時期英米の文献で使用された"worker's house/housing"の表記も一般的なようであるが、workers houseは海外では労働組合本部などの意味で用いられていることが多々ある。
現在では、企業が提供する住居はすべて「社宅」、あるいは独身者を対象とした「寮」と称されるが、明治・大正期には、業種や職種により機能や呼称が大きく異なっていた。
明治期に工場の構内に建つお雇い外国人技術者の住まう官舎は、社宅の嚆矢と位置づけることができ、秋田県阿仁鉱山の外国人官舎は、現在、重要文化財に指定されているが、近世に成立した武家屋敷や裏長屋に社宅の祖を求めるものもいる。土屋義岳は自著（高見社宅／北九州、八幡-高見住宅とその背景 (片木篤他編『近代日本の郊外住宅地』鹿島出版会、2000年）で八幡製鉄所の幹部役宅街「高見社宅」を「近代における武家地」の「高級な兵舎」であり、一方で職工の住宅を「近世の民衆が住む裏長屋を継承した」とし、近世以来の身分制度の反映とみている。
近代化は明治維新後の殖産奨励の下、大きく発展を遂げる。中でも官営工場では、近代産業技術導入のため外国人を招聘し、管理運営にあたった。高級官僚へは近世以来の武家屋敷を受け継いだ官舎、外国人技術者へは洋式の官舎が提供された。これらが官舎工場払い下げ後に役員（職員) が居住する役宅（職員住宅）の前身である。
明治後半以降は、和洋折衷の役宅が多く建設される。これは、近世以来採掘が行われていた官営鉱山でも同様である。工業、鉱業を問わず、プラントを管理・運転する職工あるいは工員などと呼ばれる技術職が存在し、妻帯者は職工社宅（あるいは工員社宅）に、独身者は合宿所（あるいは寮）に入居した。職員、職工の他に、繊維業では独身の女子工員（いわゆる女工で、厳密には職工に含まれる）が、鉱業では主に坑内作業に従事する鉱夫が大量に雇用された。前者には女工寄宿舎（あるいは大部屋）があてがわれ、後者には納屋制度（飯場制度）という請負労働制度のもと、企業が提供する鉱夫納屋（あるいは飯場）と呼ばれる共同宿舎が与えられた。『女工哀史』や「高島炭砿の惨状」に記述される劣悪な労働環境から、女工寄宿舎と鉱夫納屋までをも劣悪とみる向きがあるが、必ずしもそうであるとは言い切れなく、事実、明治中期以降、頻繁におこった労働争議の要求事項に、労働条件の改善、賃上げ要求はあるが、社宅をはじめとする福利施設の改善・充足の要求はほとんど見ることができないのである。むしろ、企業側が女工あるいは鉱夫の安定的な確保のために自主的に住居の改善、福利施設の充足に取り組んだ。もちろん納屋制度など請負による雇用の制度疲労からくる直轄雇用制度への移行が、背景にあった。
明治44(1911）年の工場法の制定、大正8(1917）年の鉱夫労役扶助規則の公布などの各種法令の整備、そして大正11年の納屋制度廃止の国会決議により、特に絋夫の労働条件と住居待遇が改善し、併せて、従来あった納屋はすべて社宅へと名称を変え、これ以後に新築される鉱夫社宅は、それ以前とは比べものにならないほどの改善が施され、さらに昭和4(1929)年制定の鉱業門寮規則第67条には鉱夫住宅に関する詳細な制限が規定された。ここに至りそれまで淡然と存在していた職員社宅と鉱夫社宅との区別がほぼなくなった。
企業による社宅の改善は、昭和13年から始まる重要軍需品の増産指令、国家総動員法の制定あるいは鉱夫応召など一連の戦時体制の政策により歪められるまで継続して行なわれていた。